# مناره ام القرون
مناره ام‌القرون، که به فارسی مادر قرن‌ها ترجمه می‌شود، کاربردی شبیه به فانوس داشته و برای هدایت به سمت جاده ساخته شده‌است. این مناره در روزها به وسیله دود و در شب‌ها به وسیله آتش، راهنمای کاروان‌های تجاری و زیارتی برای حج بوده‌است.

## موقعیت
این مناره در جنوب غربی عراق واقع شده است و حدود ۶۰ کیلومتر با کوفه فاصله دارد. این مناره در جنوب خان الرحبه در منطقه الرحبه (الملغاة) واقع شده است. این مکان ۱۵ کیلومتر با الرحبه فاصله داشته و حدود ۳۵ کیلومتر فاصله زمین تا نجف دارد. مدت زمان رسیدن از قادسیه تا این مناره، سه شبانه روز می‌باشد.

## سازه
این برج، به شکل استوانه‌ای شکل طراحی شده‌است و بر روی یک سطح مربع قرار گرفته‌است. طول هر یک از اضلاع این مربع پایه، ۱۰ متر می‌باشد و پایه‌ها با منحنی‌های تزئینی تزئین شده‌اند. تزئین ظاهری بنا، آجر است و در هر قسمت، ظاهر آجرها، بنا را تزئین کرده‌اند. بخش اول تزئین آجرها، ۲ متر ارتفاع را شامل می‌شود که فاقد تزئین بخصوصی است، دومین بخش تزئین، آجرها به شکل قطعات متوالی در کنار هم چینش شده و همچون بخش اول، دو متر ارتفاع را شامل می‌شود. پس از آن یک نوار تزئینی قرار گرفته است که در هم آمیختگی آجرها را شامل می‌شود. ارتفاع فانوس، امروز به ۹ متر می‌رسد و بخش‌هایی از بالای سازه، فرو ریخته است. حموی سازنده این اثر را سلطان جلال الدوله ملک شاه بن الب ارسلان گزارش کرده‌است که پس از انجام سفر حجی، اقدام به ساخت این مناره نمود. منابع ساختمانی را در کنار این مجموعه گزارش نکرده‌اند، ابن جبیر در خصوص این بنا، با دقت بیشتری توصیفات را گزارش کرده‌است. وی اطراف این مناره را خالی از ساختمان گزارش می‌کند و از اخباری در بین مردم سخن می‌گوید که به جهت ضعف سند و بی پایه و اساس بودنشان، از ذکر آنها ممانعت می‌کند.

## نام‌ها
مردم منطقه این مناره را «منارة الموقده» به معنای مناره روشن نام‌گذاری کرده‌اند و این نام احتمالاً به جهت روشن کردن آتش در شبها در بالای آن بوده است. این آتش برای راهنمایی قافله ها و حجاج روشن می‌شده‌است. از نام‌های دیگر آن ام گرون و ام‌القرون است.